# Arsène Do Marcolino
Arséne Do Marcolino (Libreville, 26 novembre 1986) è un calciatore gabonese, difensore del FC 105 Libreville.

## Carriera

### Club
Ha giocato nel campionato gabonese, francese e armeno.

### Nazionale
Con la maglia della Nazionale ha collezionato 7 presenze.